# 石原清次
石原 清次（いしはら きよつぐ、1958年1月 - ）は、日本の地方公務員。東京都下水道局長を経て、東京ビッグサイト代表取締役社長、全国展示場連絡協議会会長。

## 人物・経歴
東京大学法学部卒業後、1983年東京都入庁。東京都環境局自然環境部計画課長、東京都総務局人事部調査課長、東京都生活文化スポーツ局広報広聴部長、東京都下水道局総務部長、東京都下水道局次長、東京都監査事務局長などを経て、2015年東京都下水道局長。2017年東京ビッグサイト代表取締役社長、東京臨海ホールディングス取締役、東京臨海副都心まちづくり協議会会計監事。2019年全国展示場連絡協議会副会長。2020年全国展示場連絡協議会会長。